# Kuba na Letnich Igrzyskach Olimpijskich 1996
Kubę na Letnich Igrzyskach Olimpijskich 1996 reprezentowało 164 zawodników: 111 mężczyzn i 53 kobiety. Był to 15 występ reprezentacji Kuby na letnich igrzyskach olimpijskich. Reprezentacja zdobyła 25 medali.

## Zdobyte medale
| Medal  | Zawodnik | Dyscyplina           | Konkurencja                       | Rezultat                                                             |
| ------ | --- | -------------------- | --------------------------------- | -------------------------------------------------------------------- |
| Złoto  | Alberto Hernández, Antonio Pacheco, Antonio Scull, Eduardo Paret, Eliecer Montes, Jorge Fumero, José Antonio Estrada, José Contreras, Juan Manrique, Juan Padilla, Lázaro Vargas, Luis Ulacia, Miguel Caldés, Omar Ajete, Omar Linares, Omar Luis, Orestes Kindelán, Osmani Romero, Pedro Luis Lazo, Rey Isaac | Baseball             | turniej mężczyzn                  | w meczu finałowym pokonali drużynę Japonii 13:9                      |
| Złoto  | Maikro Romero | Boks                 | waga musza mężczyźni              | w finale pokonał Kazacha Bołata Żumadiłowa 12:11                     |
| Złoto  | Héctor Vinent | Boks                 | waga lekkopółśrednia mężczyźni    | w finale pokonał Niemca Oktay Urkala 20:13                           |
| Złoto  | Ariel Hernández | Boks                 | waga średnia mężczyźni            | w finale pokonał Turka Malika Beyleroglu 11:3                        |
| Złoto  | Félix Savón | Boks                 | waga ciężka mężczyźni             | w finale pokonał Kanadyjczyka Davida Defiagbona 20:2                 |
| Złoto  | Driulis González | Judo                 | waga do 56 kg kobiet              | w finale pokonała Koreankę Jung Sun-Yong                             |
| Złoto  | Pablo Lara Rodríguez | Podnoszenie ciężarów | waga do 76 kg                     | 367,5 kg                                                             |
| Złoto  | Ana Ivis Fernández Valle, Idalmis Gato, Lilia Izquierdo, Magaly Carvajal, Marlenis Costa, Mireya Luis, Raisa O’Farrill, Regla Bell, Regla Torres, Yumilka Ruíz | Siatkówka            | turniej kobiet                    | w finale pokonały zespół Chin 3:1 (14:16, 15:12, 17:16,15:6)         |
| Złoto  | Filiberto Ascuy | Zapasy               | styl klasyczny waga do 74 kg      | w finale pokonał Fina Marko Asell                                    |
| Srebro | Arnaldo Mesa | Boks                 | waga kogucia mężczyzn             | w finale przegrał z Węgrem István Kovács 7:14                        |
| Srebro | Juan Hernández Sierra | Boks                 | waga półśrednia                   | w finale przegrał z Rosjaniniem Olegiem Saitowem 9:14                |
| Srebro | Alfredo Duvergel | Boks                 | waga lekkośrednia mężczyzn        | w finale przegrał z Amerykaninem Davidem Reidem przez KO w 3 rundzie |
| Srebro | Estela Rodríguez | Judo                 | waga powyżej 72 kg kobiet         | w finale uległa Chince Sun Fuming                                    |
| Srebro | Ana Fidelia Quirot | Lekkoatletyka        | bieg na 800 m kobiet              | 1:58,11                                                              |
| Srebro | Rodolfo Falcón | Pływanie             | 100 m stylem grzbietowym mężczyzn | 54,98                                                                |
| Srebro | Iván Trevejo | Szermierka           | szpada mężczyzn indywidualnie     | w finale przegrał z Rosjaniniem Aleksandrem Biekietowem 14:15        |
| Srebro | Juan Marén | Zapasy               | styl klasyczny waga do 62 kg      | w finale przegrał w Włodzimierzem Zawadzkim                          |
| Brąz   | Israel Hernández | Judo                 | waga do 65 kg mężczyźni           | w walce o brązowy medal pokonał Węgra Józsefa Csáka                  |
| Brąz   | Amarilis Savón | Judo                 | waga do 48 kg kobiet              | w walce o brązowy medal pokonała Francuzkę Sarah Nichilo             |
| Brąz   | Legna Verdecia | Judo                 | waga do 52 kg kobiet              | w walce o brązowy medal pokonała Hiszpankę Almudenę Muñoz            |
| Brąz   | Diadenys Luna | Judo                 | waga do 72 kg kobiet              | w walce o brązowy medal pokonała Ukrainkę Tatianę Bielajewą          |
| Brąz   | Yoelbi Quesada | Lekkoatletyka        | trójskok mężczyzn                 | 17,44 m                                                              |
| Brąz   | Neisser Bent | Pływanie             | 100 m stylem grzbietowym mężczyzn | 55,02                                                                |
| Brąz   | Elvis Gregory, Oscar García, Rolando Tucker | Szermierka           | floret mężczyzn drużynowo         | w meczu o brązowy medal pokonali drużynę Austrii 45:29               |
| Brąz   | Alexis Vila | Zapasy               | styl wolny waga do 48 kg          | w walce o brązowy medal pokonał Rosjanina Jugara Orudiewa            |

## Skład Kadry

### Baseball
Mężczyźni
- Alberto Hernández, Antonio Pacheco, Antonio Scull, Eduardo Paret, Eliecer Montes, Jorge Fumero, José Antonio Estrada, José Contreras, Juan Manrique, Juan Padilla, Lázaro Vargas, Luis Ulacia, Miguel Caldés, Omar Ajete, Omar Linares, Omar Luis, Orestes Kindelán, Osmani Romero, Pedro Luis Lazo, Rey Isaac – 1. miejsce

### Boks
Mężczyźni
- Yosvany Aguilera – waga papierowa (do 48 kg) – 9. miejsce,
- Maikro Romero – waga musza (do 51 kg) – 1. miejsce',
- Arnaldo Mesa – waga kogucia (do 54 kg) – 2. miejsce,
- Lorenzo Aragon – waga piórkowa (do 57 kg) – 8. miejsce,
- Julio González – waga lekka (do 60 kg) – 9. miejsce,
- Héctor Vinent – waga lekkopółśrednia (do 63,5 kg) – 1. miejsce,
- Juan Hernández Sierra – waga półśrednia (do 67 kg) – 2. miejsce,
- Alfredo Duvergel – waga lekkośrednia (do 71 kg) – 2. miejsce,
- Ariel Hernández – waga średnia (do 75 kg) – 1. miejsce,
- Freddy Rojas – waga półciężka (do 81 kg) – 9. miejsce,
- Félix Savón – waga ciężka (do 91 kg) – 1. miejsce,
- Alexis Rubalcaba – waga superciężka (powyżej 91 kg) – 7. miejsce,

### Judo
Mężczyźni
- Manolo Poulot – waga do 60 kg – 21. miejsce,
- Israel Hernández – waga do 65 kg – 3. miejsce
- Yosvany Despaigne – waga do 86 kg – 9. miejsce,
- Angel Sánchez – waga do 95 kg – 17. miejsce,
- Frank Moreno – waga powyżej 95 kg – 33. miejsce,

Kobiety
- Amarilis Savón – waga do 48 kg – 3. miejsce,
- Legna Verdecia – waga do 52 kg – 3. miejsce,
- Driulis González – waga do 56 kg – 1. miejsce,
- Ileana Beltran – waga do 61 kg – 9. miejsce,
- Odalis Revé – waga do 66 kg – 5. miejsce,
- Diadenys Luna – waga do 72 kg – 3. miejsce,
- Estela Rodríguez – waga powyżej 72 kg – 2. miejsce

### Kolarstwo
Kobiety
- Dania Pérez
  - kolarstwo szosowe wyścig ze startu wspólnego – nie ukończyła wyścigu,
  - kolarstwo torowe wyścig punktowy – 18. miejsce,

### Koszykówka
Kobiety
- Tania Seino, María León, Yamilé Martínez, Dalia Henry, Milayda Enríquez, Lisdeivis Víctores, Olga Vigil, Grisel Herrera, Biosotis Lagnó, Judith Águila, Cariola Hechavarría, Gertrudis Gómez – 6. miejsce,

### Lekkoatletyka
Mężczyźni
- Iván García – bieg na 200 metrów – 6. miejsce,
- Norberto Téllez – bieg na 800 metrów – 4. miejsce,
- Emilio Valle – bieg na 110 metrów przez płotki – 5. miejsce,
- Erick Batte – bieg na 110 m przez płotki – 8. miejsce,
- Anier García – bieg na 110 m przez płotki – odpadł w ćwierćfinale,
- Andrés Simón, Joel Lamela, Joel Isasi, Luis Alberto Pérez-Rionda, Iván García[9] – sztafeta 4 × 100 metrów – 6. miejsce
- Omar Meña, Jorge Crusellas, Georkis Vera, Roberto Hernández – sztafeta 4 × 400 metrów – odpadli w eliminacjach,
- Javier Sotomayor – skok wzwyż – 11. miejsce,
- Iván Pedroso – skok w dal – 12. miejsce,
- Jaime Jefferson – skok w dal – 31. miejsce,
- Yoelbi Quesada – trójskok – 3. miejsce
- Aliecer Urrutia – trójskok – 15. miejsce,
- Yoel García – trójskok – 20. miejsce,
- Alexis Elizalde – rzut dyskiem – 9. miejsce,
- Roberto Moya – rzut dyskiem – 22. miejsce,
- Alberto Sánchez – rzut młotem – 13. miejsce,
- Emeterio González – rzut oszczepem – 18. miejsce,
- Isbel Luaces – rzut oszczepem – 28. miejsce,
- Eugenio Balanqué – dziesięciobój – 25. miejsce,
- Raúl Duany – dziesięciobój – 26. miejsce,

Kobiety
- Ana Fidelia Quirot – bieg na 800 m – 2. miejsce,
- Aliuska López – bieg na 100 m przez płotki – odpadła w półfinale,
- Idalia Hechavarría, Aliuska López, Dainelky Pérez, Liliana Allen – sztafeta 4 × 100 m – odpadły w eliminacjach,
- Idalmis Bonne, Daysi Duporty, Surella Morales, Ana Fidelia Quirot – sztafeta 4 × 400 m – 6. miejsce,
- Ioamnet Quintero – skok wzwyż – 17. miejsce,
- Lissette Cuza – skok w dal – 13. miejsce,
- Niurka Montalvo – skok w dal – 17. miejsce,
- Regla Cárdeñas – skok w dal – 20. miejsce,
- Belsy Laza – pchnięcie kulą – 10. miejsce,
- Yumileidi Cumbá – pchnięcie kulą – 13. miejsce,
- Bárbara Hechavarría – rzut dyskiem – 13. miejsce,
- Maritza Martén – rzut dyskiem – 16. miejsce,
- Isel López – rzut oszczepem – 4. miejsce,
- Xiomara Rivero – rzut oszczepem – 5. miejsce,
- Odelmys Palma – rzut oszczepem – 11. miejsce,
- Regla Cárdeñas – siedmiobój – 12. miejsce,
- Magalys García – siedmiobój – 15. miejsce,

### Pływanie
Mężczyźni
| Zawodnik       | Konkurencja       | Eliminacje | Eliminacje | Finał   | Finał   |
| Zawodnik       | Konkurencja       | Czas       | Miejsce    | Czas    | Miejsce |
| -------------- | ----------------- | ---------- | ---------- | ------- | ------- |
| Mario González | 100 m klasycznym  | 1:03,5     | 20.        | NQ      | NQ      |
| Mario González | 200 m klasycznym  | 2:16,15    | 16.        | 2:15,11 | 10.     |
| Rodolfo Falcón | 100 m grzbietowym | 55,28      | 3.         | 54,98   | 2.      |
| Neisser Bent   | 100 m grzbietowym | 54,83      | 2.         | 55,02   | 3.      |
| Rodolfo Falcón | 200 m grzbietowym | 2:01,20    | 8.         | 2:08,14 | 8.      |
| Neisser Bent   | 200 m grzbietowym | 2:04,23    | 23.        | NQ      | NQ      |

### Podnoszenie ciężarów
Mężczyźni
- William Vargas – waga do 59 kg – 5. miejsce,
- Idalberto Aranda – waga do 70 kg – 8. miejsce,
- Pablo Lara Rodríguez – waga do 76 kg – 1. miejsce,
- Carlos Hernández – waga do 91 kg – 6. miejsce,
- Enrique Sabari – waga do 91 kg – 12. miejsce,

### Siatkówka
Mężczyźni
- Freddy Brooks, Nicolas Vives, Ricardo Vantes, Joël Despaigne, Rodolfo Sánchez, Raúl Diago, Osvaldo Hernández, Alain Roca, Ihosvany Hernández, Angel Beltrán, Alexis Batle, Lazaro Marin – 6. miejsce,
- Francisco Álvarez, Juan Miguel Rosell – siatkówka plażowa – 7. miejsce,

Kobiety
- Ana Ivis Fernández Valle, Idalmis Gato, Lilia Izquierdo, Magaly Carvajal, Marlenis Costa, Mireya Luis, Raisa O’Farrill, Regla Bell, Regla Torres, Yumilka Ruíz – 1. miejsce

### Strzelectwo
Mężczyźni
- Juan Miguel Rodríguez – skeet – 9. miejsce,
- Guillermo Torres – skeet – 20. miejsce,
- Servando Puldón – skeet – 38. miejsce,

### Szermierka
Mężczyźni
- Rolando Tucker – floret indywidualnie – 5. miejsce,
- Elvis Gregory – floret indywidualnie – 9. miejsce,
- Oscar García – floret indywidualnie – 20. miejsce,
- Elvis Gregory, Oscar García, Rolando Tucker – floret drużynowo – 3. miejsce,
- Iván Trevejo – szpada indywidualnie – 2. miejsce,

Kobiety
- Mirayda García – szpada indywidualnie – 24. miejsce
- Milagros Palma – szpada indywidualnie – 35. miejsce,
- Tamara Esteri – szpada indywidualnie – 41. miejsce,
- Mirayda García, Milagros Palma, Tamara Esteri – szpada drużynowo – 6. miejsce

### Wioślarstwo
Mężczyźni
- Raúl León, Alexis Arias – dwójka podwójna wagi lekkiej – 16. miejsce,

### Zapasy
Mężczyźni
- Wilber Sánchez – styl klasyczny waga do 48 kg – 5. miejsce,
- Lázaro Rivas – styl klasyczny waga do 52 kg – 5. miejsce,
- Luis Sarmiento – styl klasyczny waga do 57 kg – 6. miejsce,
- Juan Marén – styl klasyczny waga do 62 kg – 2. miejsce,
- Liubal Colás – styl klasyczny waga do 68 kg – 7. miejsce,
- Filiberto Ascuy – styl klasyczny waga do 74 kg – 1. miejsce,
- Reynaldo Peña – styl klasyczny waga do 90 kg – 10. miejsce,
- Héctor Milián – styl klasyczny waga do 100 kg – 5. miejsce,
- Alexis Vila – styl wolny waga do 48 kg – 3. miejsce,
- Carlos Varela – styl wolny waga do 52 kg – 17. miejsce,
- Alejandro Puerto – styl wolny waga do 57 kg – 15. miejsce,
- Yosvany Sánchez – styl wolny waga do 68 kg – 4. miejsce,
- Alberto Rodríguez – styl wolny waga do 74 kg – 11. miejsce,
- Ariel Ramos – styl wolny waga do 82 kg – 8. miejsce,
- Wilfredo Morales – styl wolny waga do 100 kg – 9. miejsce

### Żeglarstwo
- Pedro Fernández, Angel Jiménez – klasa 470 mężczyźni – 26. miejsce